# ميتا بورتال
ميتا بورتال (بالإنجليزية: Meta Portal)‏ هي سلسلة من المتحدثات الذكية المزودة بشاشة من تطوير ميتا بلاتفورمز سابقًا فيسبوك، فيسبوك بورتال بعرض 10.1 إنش وفيسبوك بورتال بلس بعرض 15.6 إنش. تتيح هذه الأجهزة إمكانية الاتصال بالفيديو عبر فيسبوك ماسنجر، وهي مزودة بكاميرا تتبع المستخدم أثناء حركته وتقوم بالتقريب الآلي. وهي مدمجة مع خدمة أليكسا، المساعد الشخصي الذكي المقدم من أمازون. أعلنت فيسبوك بيع شحنة من هذه الأجهزة في 8 نوفمبر 2018. أضافت (ميتا) فيسبوك لاحقًا متصفحًا افتراضيًّا لتصفح كافة مواقع الويب لهذه الأجهزة وإمكانية تشغيل ألعاب للعب على منصة.

## استشهادات
1. ↑  "فيسبوك تضيف متصفح ويب وألعابًا إلى شاشتها الذكية Portal". البوابة العربية للأخبار التقنية. 15 ديسمبر 2018. مؤرشف من الأصل في 2018-12-15. اطلع عليه بتاريخ 2018-12-16.